# Rasporak
Rasporak (njemački: Draßburg, mađarski: Darufalva) je općina u austrijskoj saveznoj državi Gradišće, administrativno pripada Matrštof.

## Stanovništvo
Rasporak prema podacima iz 2010. godine ima 1.144 stanovnika. Naselje je 2001. godine imalo 1.055 stanovnika od čega 364 Hrvata, 634 Nijemca i 15 Mađara.

## Šport
- ASV Rasporak

## Vanjske poveznice
- Internet stranica naselja  Arhivirana inačica izvorne stranice od 9. studenoga 2012. (Wayback Machine)